# Coupvent Point
Coupvent Point är en udde i Antarktis. Den ligger i Västantarktis. Argentina, Chile och Storbritannien gör anspråk på området.
Terrängen inåt land är platt norrut, men åt sydost är den kuperad. Havet är nära Coupvent Point åt nordväst. Trakten är glest befolkad. Närmaste befolkade plats är Bernardo O'Higgins Station, 15,8 kilometer väster om Coupvent Point. 